# Пік фосфору

Історія світового видобутку фосфору

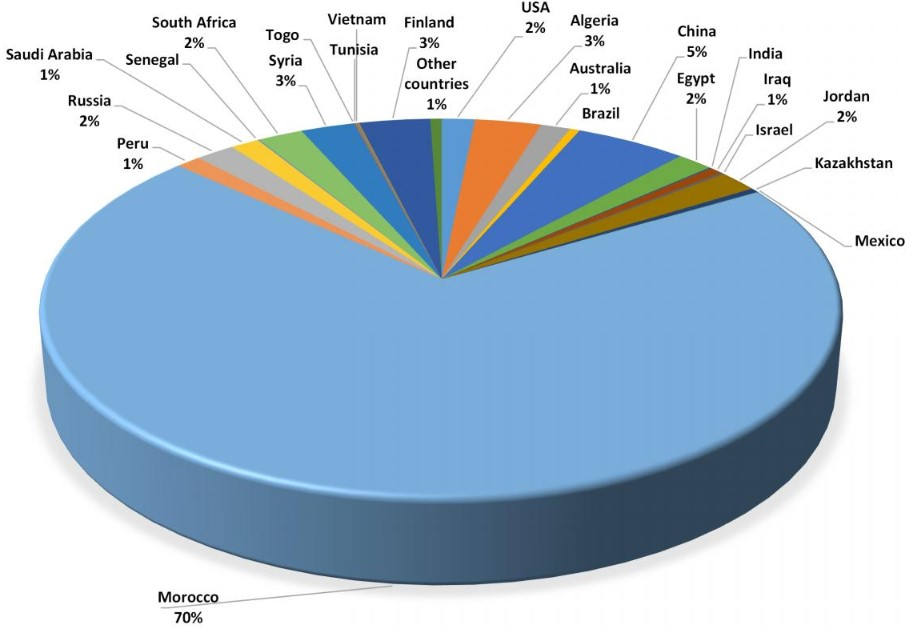
Світові запаси промислових фосфоритів за оцінками 2016 року

Пік фосфору — концепція, яка передбачає скінченність доступних людству промислових запасів фосфору та відповідний момент досягнення максимального обсягу виробництва фосфору. Термін використовують аналогічно до відомішого терміну пік нафти.

## Загальний опис
Фосфор є біологічно важливим елементом, який поширений в земній корі і в живих організмах, але відносно рідко зустрічається у великих концентрованих родовищах, придатних для промислової розробки. Висока значущість фосфору як мікроелемента для рослинності зумовила поширення фосфорних неорганічних добрив. Виснаження запасів фосфору може призвести до кризи в рослинництві, скорочення світового виробництва продуктів харчування і може вплинути на продовольчу безпеку в світі.
На думку деяких дослідників, доступні запаси фосфору на Землі можуть виснажитися через 50-100 років, а пік фосфору буде досягнуто приблизно до 2030 року. Інші припускають, що постачання триватиме протягом декількох сотень років. Як і щодо термінів піку видобутку нафти, це питання все ще не вирішене однозначно і дослідники в різних галузях регулярно публікують різні оцінки запасів фосфоритів.

## Запаси і видобуток
Земна кора містить 0,1 % фосфору за масою, а рослинність — від 0,03 до 0,2 %. Типові породи фосфатних родовищ мають концентрацію фосфору 1,7-8,7 % за масою. Найчастіше такі родовища складаються з фосфоритів. Абсолютним лідером за запасами вважається Марокко. Країни з найбільшими комерційними запасами фосфоритів: Марокко — 50 млрд тонн, Китай — 3,1 млрд тонн, Алжир — 2,2 млрд тонн, Сирія — 1,8 млрд тонн, Фінляндія — 1,6 млрд тонн, ПАР — 1,5 млрд тонн, Росія — 1,3 млрд тонн, Йорданія — 1,2 млрд тонн, Єгипет — 1,2 млрд тонн, Австралія — 1,1 млрд тонн, США — 1,1 млрд тонн.
За оцінками Геологічної служби США, світовий видобуток 2016 року склав 261 млн тонн. У 2014 році лідером з видобутку фосфатів став Китай (100 млн тонн), друге місце у Марокко (30 млн тонн), далі йдуть США (27,1 млн тонн), Росія (10 млн тонн), Бразилія (6,75 млн тонн), Єгипет і Йорданія (по 6 млн тонн), Туніс (5 млн тонн).

### Марокко
2010 року концепцію піку фосфору в осяжному майбутньому переоцінено через перегляд запасів у Марокко з 5,7 млрд тонн, до 51 млрд тонн, що збільшило світові запаси з 16 млрд тонн до 67 млрд тонн. Проте ця переоцінка запасів Марокко зазнала критики через слабке обґрунтування перегляду гіпотетичних і передбачуваних ресурсів у доведені запаси.

### Забруднення важкими металами
2019 року Продовольча та сільськогосподарська організація ООН прийняла «Міжнародний кодекс поведінки в галузі сталого використання добрив». Він містить рекомендації щодо обмеження застосування фосфорних добрив, які містять важкі метали і забруднювальні речовини (кадмій, свинець, ртуть, нікель, миш'як), які можуть потрапити в грунт. Проблему спричинила висока концентрація кадмію (>50 мг/кг) у фосфатних рудах, що походять із Африки та Північної Америки, зокрема з Марокко.

## Транспорт фосфору
Фосфор переноситься з ґрунту в їстівні рослини і з їжею поширюється по всьому світу. Після вживання людиною він може потрапити в місцеве середовище, в річки або океан через каналізаційні системи. Також значні втрати фосфору спричиняє вимивання добрив з полів.
З метою відкласти початок піку фосфору, застосовують кілька методів відновлення і повторного використання фосфору. Одним з можливих рішень проблеми нестачі фосфору є переробка каналізаційних стоків з вилученням фосфору. Непродуктивні втрати фосфору може зменшити скорочення стоку води з полів і ерозії ґрунту. Багаторічна рослинність, така як пасовища або ліси, значно ефективніше використовує фосфат, ніж орні землі. Смуги лугів і лісів між орними землями і річками можуть значно знизити втрати фосфатів та інших поживних речовин.
Найстаріший метод переробки фосфору полягає в повторному використанні гною і екскрементів людини в сільському господарстві як добрива для полів. Очисні споруди, що мають поліпшену стадію біологічного видалення фосфору, виробляють осад, багатий фосфором. Розроблено різні процеси для вилучення фосфору безпосередньо з осаду стічних вод, з золи після спалювання осаду стічних вод або з інших продуктів обробки осаду. Методи вилучення фосфору з осаду стічних вод досліджують від 2003 року, але вони поки не є економічно ефективними, зважаючи на поточну ціну фосфору на світовому ринку.